# Fumariola
Fumariola es un género monotípico cuya especie Fumariola turkestanica pertenece a la subfamilia Fumarioideae antigua familia Fumariaceae.